# بيتر فورني
بيتر فورني هو سياسي أمريكي، ولد في 21 أبريل 1756، وتوفي في 1 فبراير 1834 في مقاطعة لينكن في الولايات المتحدة. انتخب عضو مجلس نواب كارولينا الشمالية ‏ وانتخب عضو مجلس النواب الأمريكي ‏.